# Anglesqueville-l'Esneval
Anglesqueville-l'Esneval é uma comuna francesa na região administrativa da Normandia, no departamento de Sena Marítimo. Estende-se por uma área de 4,38 km². Em 2010 a comuna tinha 629 habitantes (densidade: 143,6 hab./km²).